# Хьюз, Томас (писатель)
Томас Хьюз (англ. Thomas Hughes, 20 октября 1822, Оксфордшир — 22 марта 1896, Брайтон, Восточный Суссекс) — английский писатель, адвокат.

## Биография
Томас Хьюз составил себе литературную известность романом «Школьные годы Тома Брауна» (англ. Tom Brown's school-days, 1856), дающим яркую картину школьных порядков в Регби. Книга была неоднократно экранизирована. Продолжение этого романа: «Том Браун в Оксфорде» (англ. Tom Brown at Oxford, 1861) имело меньший успех.
С 1865 по 1874 год Томас Хьюз был членом нижней палаты. Интересовался церковными делами, которым посвятил сочинение «The old Church; what shall we do with it?» (1878) и «The manliness of Christ» (1879).
В 1880 году Хьюз основал в североамериканском штате Теннеси колонию Регби, с целью проведения в жизнь своих христианско-социальных воззрений, но колония через несколько лет распалась. Ему принадлежит также труд: «Loyola and the educational system of the Jesuits» («Лойола и образовательная система иезуитов» 1892) и др.